# Ballancourt-sur-Essonne
Ballancourt-sur-Essonne  [balɑ̃kuʁ syʁ esɔn] je obec v jihovýchodní části metropolitní oblasti Paříže ve Francii v departmentu Essonne a regionu Île-de-France.

## Jméno
Původ názvu obce není znám, přídomek sur Essonne byl doplněn v roce 1958.

## Geografie
Sousední obce: Vert-le-Petit, Fontenay-le-Vicomte, Chevannes, Itteville, Champcueil a Baulne.
Obcí protéká řeka Essonne.

## Památky
- Zámek Saussay ze 17. století s parkem
- Kostel sv. Martina

## Vývoj počtu obyvatel
Počet obyvatel

## Doprava
Obec je dostupná po železnici na trati z Villeneuve-Saint-Georges do Montargis.